# Maite Arqué
María Teresa Arqué Ferrer (Badalona, 1943) es una política española. Fue alcaldesa de Badalona entre 1999 y 2008.

## Biografía
Maite Arqué es militante del Partido de los Socialistas de Cataluña (PSC) desde sus inicios. Participó en el movimiento asociativo Asociaciones de Vecinos y Asociaciones de Madres y Padres de Alumnos. Fue regidora en el ayuntamiento badalonés durante veinte años, desde 1979 a 1999, año en el que resultó investida alcaldesa de su ciudad natal. Ejerció el cargo hasta 2008, año en el que cedió su puesto a su compañero socialista Jordi Serra para ser designada senadora por Barcelona por la Entesa Catalana de Progrés. Arqué también ha sido diputada y presidenta de comisión en la Diputación Provincial de Barcelona entre 1982 y 1999, presidenta del Consejo Comarcal del Barcelonés (1999-2003) y presidenta de la Entidad Metropolitana del Transporte (2003-2007).
En octubre de 2013, después de un tiempo alejada de la primera línea política, se hizo oficial que Arqué presidirá el Pacte local pel dret a decidir en Badalona.